# Lithosphärischer Mantel
Der lithosphärische Mantel umfasst den äußersten Teil des oberen Erdmantels. Er liegt über der teilweise aufgeschmolzenen Asthenosphäre und unterhalb der Erdkruste. Zusammen mit der Erdkruste bildet er die Lithosphärenplatten, die die Erdoberfläche umspannen und sich auf der Asthenosphäre nach verschiedenen physikalischen Gesetzen gegeneinander verschieben (Plattentektonik).
Der lithosphärische Mantel erreicht unterschiedliche Tiefen, die unter ozeanischen Gebieten insbesondere durch die Abkühlung der neu gebildeten ozeanischen Kruste beeinflusst wird und daher primär von deren Alter abhängt. Der Übergang von der Lithosphäre zur Asthenosphäre, die Gutenberg-Diskontinuität, liegt hier typischerweise in Tiefen zwischen 60 und 100 km, wird aber zu den mittelozeanischen Rücken hin immer flacher, da mit der sich abkühlenden Platte immer mehr Material der flüssigen Asthenosphäre anwächst. Unter den Kontinenten reicht der lithosphärische Mantel im Durchschnitt bis zu einer Tiefe von 120 km, unter den archaischen Schilden zum Teil auch bis 160 km.
Der lithosphärische Mantel ist keineswegs ein durchgängiger Mantel um die Erde, sondern wird von mittelozeanischen Rücken, Subduktionszonen und Hot Spots durchbrochen; in diesen Bereichen dringt die leichtere Asthenosphäre bis nahe an die Erdoberfläche vor. An Subduktionszonen wird der lithosphärische Mantel subduziert.

## Entstehung
Während die Entstehung im ozeanischen Bereich der Lithosphäre mit Zusammenhang mit der Ozeanbodenspreizung einhergeht und aufgrund von Ophiolithen relativ gut bekannt ist, gibt es für die Entstehung von kontinentalem lithosphärischem Mantel mehrere Modelle, welche sich teils ergänzen, teils miteinander konkurrieren. Als drei wesentliche Entstehungsprozesse gelten:
- Plume Herkunft
- Ozeanische Lithosphären Unterschiebung (nicht rezent)
- Akkretion und orogene Krustenverdickung von Inselbögen